# Malato di sodio
Il malato di sodio è il sale di sodio dell'acido malico. Si presenta sotto forma di solido incolore.

## Applicazioni
Viene usato come additivo alimentare (con la denominazione di E350), come aromatizzante.